# Siedliszcze (Powiat Chełmski)
Siedliszcze ist eine polnische Stadt im Powiat Chełmski der Woiwodschaft Lublin. Seit dem 1. Januar 2016 hat der Ort Stadtrechte und ist Sitz der gleichnamigen Stadt-und-Land-Gemeinde.

## Gemeinde
Zur Stadt- und Landgemeinde Siedliszcze gehören weitere 27 Ortschaften mit einem Schulzenamt.

## Persönlichkeiten
- Kazimierz Andrzej Jaworski (1897–1973), Dichter, Übersetzer und Verleger
- Zelda Metz-Kelbermann (1925–1980), Überlebende des Vernichtungslagers Sobibór